# عدن (اسم)
عدن هو اسم عربي و عبري لشخص مذكر، غالباً يستخدم في الصومال. ويمكن أن يستخدم كلقب.

## أشخاص
- عدن عبد الله عثمان
- عدن حاشى عيرو